# Museu de l'Exèrcit
El museu de l'Exèrcit d'Espanya, amb seu actual a Toledo, és el resultat de la fusió de diversos museus militars creats al llarg del segle xix i principis del xx. El seu nucli fundacional està constituït pel d'Artilleria i Enginyers.
Conforme al que es disposa en el Reial decret 1305/2009, de 31 de juliol, pel qual es crea la Xarxa de Museus d'Espanya, el museu de l'Exèrcit és un dels Museus Nacionals de titularitat i gestió estatal, adscrit al Ministeri de Defensa d'Espanya.

## Història
En 1803, a instàncies de Godoy, es crea a Madrid el Reial Museu Militar, antecedent més remot del Museu de l'Exèrcit actual. Es tracta d'un dels museus espanyols més antics i respon a l'interès existent en l'Europa de l'època per la conservació i difusió dels objectes relacionats amb la història militar. En aquest moment, les seves col·leccions responien a clars pressupostos didàctics, sent un dels seus principals objectius el suport per a la formació dels soldats, proporcionant un ensenyament complementari a les Acadèmies Militars.
En 1827, es produeix la divisió del Reial Museu Militar en dues seccions: el Museu d'Artilleria i el Museu d'Enginyers, amb organització i funcionament propis. En l'últim terç del segle xix, s'inicia una etapa de creació de nous museus militars. Sorgeixen així el Museu d'Intendència (1885), el Museu de Cavalleria (1889) i el Museu d'Infanteria (1908), que juntament amb els ja citats d'Artilleria i Enginyers mantindran una vida independent.
En 1929, es planteja ja la idea d'organitzar un nou museu reunint tots els museus militars existents, encara que mai va arribar a materialitzar-se. Caldrà esperar a la II República, quan es crea el Museu Històric Militar, en 1932, incloent seccions per a les quatre armes i els cossos d'Intendència i Sanitat Militar. Després de la guerra civil espanyola, el Museu va adquirir l'estructura i organització que es va mantenir vigent en el Saló de Regnes fins al seu recent trasllat.
Actualment i des de 2010 el Museu de l'Exèrcit té la seu a l'Alcàsser de Toledo, la qual cosa ha implicat no només un canvi geogràfic, sinó la reestructuració del concepte expositiu i el plantejament museogràfic, concordes amb les tendències més en voga.